# Johan Bruinsma (1976)
Johan Bruinsma (Westerbork, 12 september 1976) is een voormalig Nederlands wielrenner. Hij was beroepsrenner van 1998 tot 2000. In 1998 reed hij voor de Nederlandse ploeg Rabobank. Na een jaar zonder noemenswaardige resultaten bij Rabobank stapte hij over naar Batavus-Bankgiroloterij. Met uitzondering van een tweede plaats in een etappe van Olympia's Tour reed Bruinsma geen noemenswaardige resultaten bij elkaar. Na een korte loopbaan als profwielrenner stopte hij in 2000 al met professioneel koersen.

## Belangrijkste overwinningen
1993
- Nederlands kampioen cyclo-cross, Junioren
- Eindklassement Internationale Driedaagse van Axel, Junioren
- Eindklassement Heuvelland Tweedaagse, Junioren
- Bergklassement Heuvelland Tweedaagse, Junioren
- Jongerenklassement Heuvelland Tweedaagse, Junioren
- Omloop van de Maasvallei, Junioren
- Nederlands kampioen tijdrijden, Junioren
- Nederlands kampioen op de weg, Junioren
- Luik - La Gleize, Junioren

1997
- Nederlands kampioen op de weg, U23
- GP Waregem